# Jozef Puškáš
Jozef Puškáš (* 9. února 1951, Michalovce, Československo) je slovenský spisovatel-prozaik, esejista, filmový kritik, pedagog a scenárista.

## Životopis
Narodil se v rodině zahradníka a své vzdělání získával v Michalovcích a v Bratislavě, kde studoval na VŠMU obor filmová a televizní dramaturgie. V letech 1973-1975 pracoval jako redaktor ve vydavatelství Smena, později pracoval jako redaktor kulturní rubriky v deníku Pravda, od roku 1982 pracoval jako redaktor literárně-kulturní přílohy Nového slova Nedeľa. Po roce 1989 pracoval v redakci slovenského Literárního týždeníku, od roku 1994 působil v oddělení kultury deníku Národná obroda, potom na oddělení kultury deníku Práca. V současnosti působí jako pedagog v Ateliéru scenáristické tvorby na Filmové a televizní fakultě VŠMU a je redaktorem časopisu Duel. Žije v Bratislavě.

## Tvorba
Svoji literární tvorbu začal hned vydáním knihy povídek v roce 1972. Ve svých dílech popisuje svět z jeho vnitřní rozpornosti a člověka vnímá jako velmi komplikovanou bytost. Velmi podrobně sleduje a analyzuje vnitřní stavy a myšlenkové pochody dnešního člověka. Jeho prózy jsou realistické, ale nevyhýbá se ani groteskním, až absurdním prvkům, které mají kritickou funkci. Při psaní využívá různé žánry, od psychologické povídky přes sci-fi, horor až po grotesku. Kromě prozaické tvorby se věnuje též psaní recenzí, filmové a televizní kritiky a scénářům.

## Dílo

### Próza
- 1972 Hra na život a na smrť, sbírka povídek
- 1977 Utešené sklamania, povídky
- 1979 Priznanie, novela
- 1980 Štvrtý rozmer, románová novela
- 1984 Záhrada (v piatom období roka) , román
- 1985 Sny, deti, milenky, sbírka povídek
- 1992 Smrť v jeseni, román
- 1992 Vreckový labyrint, sbírka povídek
- 2004 Freud v Tatrách

### Scénáře
- 1983 Štvrtý rozmer
- 1993 Prípad na vidieku
- 1994 Zo života Dona Juana